# Sebastian Ferreira
Pour les articles homonymes, voir Ferreira.
Pas d'image ? Cliquez ici

a Compétitions nationales et continentales officielles uniquement.

b Matchs officiels uniquement.
Dernière mise à jour le 1 mai 2025.
Sebastian Ferreira, né le 10 février 1994 au Cap (Afrique du Sud), est un joueur international allemand d'origine sud-africaine de rugby à XV jouant principalement au poste de deuxième ligne au Nottingham RFC.

## Biographie
Sebastian Ferreira naît au Cap, en Afrique du Sud et commence à jouer au rugby à XV à l'école primaire. Durant sa jeunesse, il joue ensuite pour la Western Province, où il est formé,.
En 2014, il quitte son pays natal pour l'Angleterre, où il fait un essai avec les Saracens. Il est sur la feuille de match pour une rencontre de Coupe anglo-galloise contre les Ospreys, mais n'entre pas en jeu. Il n'est cependant pas conservé et rebondit aux Newcastle Falcons où il est encore mis à l'essai. Il joue régulièrement avec l'équipe réserve, ce qui lui permet d'être conservé et de signer un contrat avec ce club pour la saison 2015-2016.
En début d'année 2015, il joue pour le club sud-africain du Hamilton RFC, participant à la SARU Community Cup,. Il poursuit sa carrière au Darlington Mowden Park RFC (en), prêté par les Falcons. Il évolue ainsi en National League 1 (troisième division) durant une saison,.
Après une tentative ratée en Angleterre, il décide de retourner en Afrique du Sud et rejoint la Eastern Province pour la Currie Cup 2016. À la fin de cette compétition, Sebastian Ferreira fait finalement son retour en Europe, plus précisément en Allemagne, le pays d'origine de sa mère, et s'engage avec le club allemand du Heidelberger RK. Ainsi, en fin d'année 2016, il est sélectionné pour la première fois de sa carrière avec l'équipe nationale allemande pour des matchs amicaux contre l'Uruguay et le Brésil. Il obtient justement sa première sélection face aux Uruguayens. Avec sa sélection, il se qualifie ensuite pour le tournoi de repêchage pour la Coupe du monde, mais ne parvient finalement pas à se qualifier pour ce Mondial, terminant juste derrière le Canada.
Durant l'année 2018, il marque un essai lors de la finale du Bouclier européen perdue contre les Russes de Ienisseï-STM, sur le score de 24 à 20.
En début de saison 2018-2019, il est transféré au club français du SO Chambéry, en Fédérale 1. Il compte alors douze sélections avec l'Allemagne. À l'automne 2020, il quitte le club pour tenter sa chance à Lisbonne, au CR São Miguel, où il est semi-professionnel.
À la suite d'une expérience de trois ans au Portugal, il retourne en Angleterre et signe avec le Nottingham RFC, en deuxième division anglaise. Dès son arrivée à Nottingham en 2023, il devient un titulaire régulier au poste de deuxième ligne.